# Live at Admiralspalast Berlin

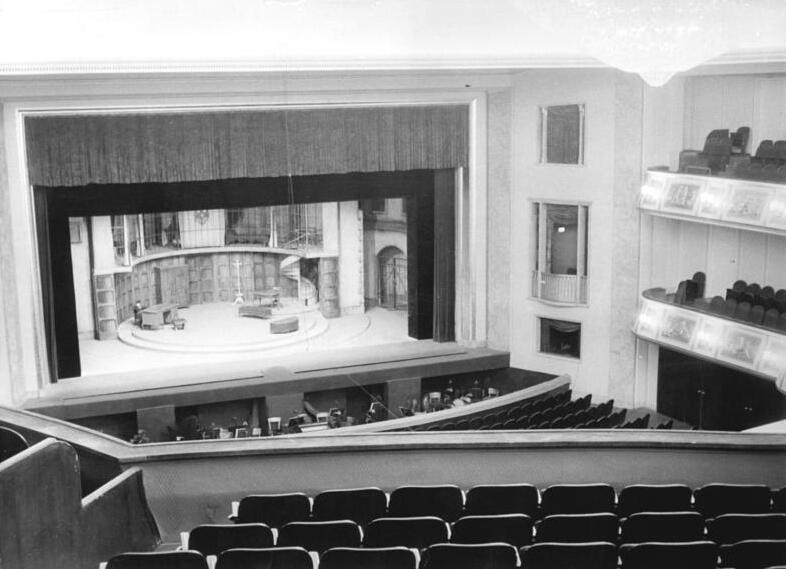
Admiralspalast 1955

Live at the Admiralspalast Berlin is een livealbum van de Duitse band Tangerine Dream. Het album verscheen tegelijkertijd met Live in Budapest at Bela Bartók National Concert Hall. Dat album bevat de registratie van het concert van 10 april 2012, het optreden in de Admiralspalast was een maand later. Klinkt het eerste concert opgewekt, het tweede is een stuk ingetogener. Voor de muziek zelf kon Tangerine Dream putten uit 42 jaar muziek.

## Musici
- Edgar Froese – synthesizers, elektronica
- Thorsten Quaeschning – toetsinstrumenten, elektronica
- Linda Spa – dwarsfluit, saxofoon, toetsinstrumenten
- Iris Camaa – (elektronische) percussie
- Bernhard Beibl – gitaar
- Hoshiko Yamane – elektrische viool en cello

## Muziek
| Nr. | Titel                                      | Duur |
| --- | ------------------------------------------ | ---- |
| 1.  | Rise and fall of Spazoo                    | 4:07 |
| 2.  | The sensational fall of the master builder | 8:05 |
| 3.  | Dolphin dance                              | 5:06 |
| 4.  | The cliffs of Sydney                       | 4:28 |
| 5.  | Song of the whale (to dusk)                | 7:18 |
| 6.  | Ayumi’s llom                               | 4:54 |
| 7.  | Logo (extract)                             | 5:00 |
| 8.  | Marmontel riding on a clef                 | 7:42 |
| 9.  | Oriental haze                              | 4:06 |
| 10. | Love on a real train                       | 7:25 |

| Nr. | Titel                              | Duur |
| --- | ---------------------------------- | ---- |
| 1.  | Underwater sunlight                | 5:51 |
| 2.  | Homeless                           | 6:36 |
| 3.  | Going west                         | 4:31 |
| 4.  | One night in space                 | 7:06 |
| 5.  | The silver boots of Bartlett Green | 7:06 |
| 6.  | Industrial romances (part 1)       | 4:36 |
| 7.  | Ricochet (part 1 excerpt)          | 7:35 |
| 8.  | Hoé! Dhat the alchemist            | 7;17 |
| 9.  | Lady Monk                          | 4:44 |
| 10. | Long Island sunset                 | 7:16 |
| 11. | Blue bridge                        | 5:22 |
| 12. | Alchemy of the heart               | 5:41 |

| Nr. | Titel                  | Duur |
| --- | ---------------------- | ---- |
| 1.  | Warsaw in the sun      | 6:30 |
| 2.  | Horizon                | 3:07 |
| 3.  | Teetering scale        | 4:07 |
| 4.  | Transition             | 6:19 |
| 5.  | Girl on the stairs     | 4:12 |
| 6.  | Loved by the sun       | 4:09 |
| 7.  | Stratosfear            | 7:19 |
| 8.  | Summer (four seasons)  | 3:37 |
| 9.  | Phaedra                | 8:51 |
| 10. | Russian soul (encore)  | 4:13 |
| 11. | Ride on a ray (encore) | 7:10 |